# 利普尼克
50°11′55″N 23°42′7″E / 50.19861°N 23.70194°E
利普尼克（烏克蘭語：Липник），是烏克蘭西部的村莊，隸屬利維夫州的利維夫區。該村始建於1565年，面積1.01平方公里，2001年人口739，人口密度每平方公里739人。